# Víctor González Maertens

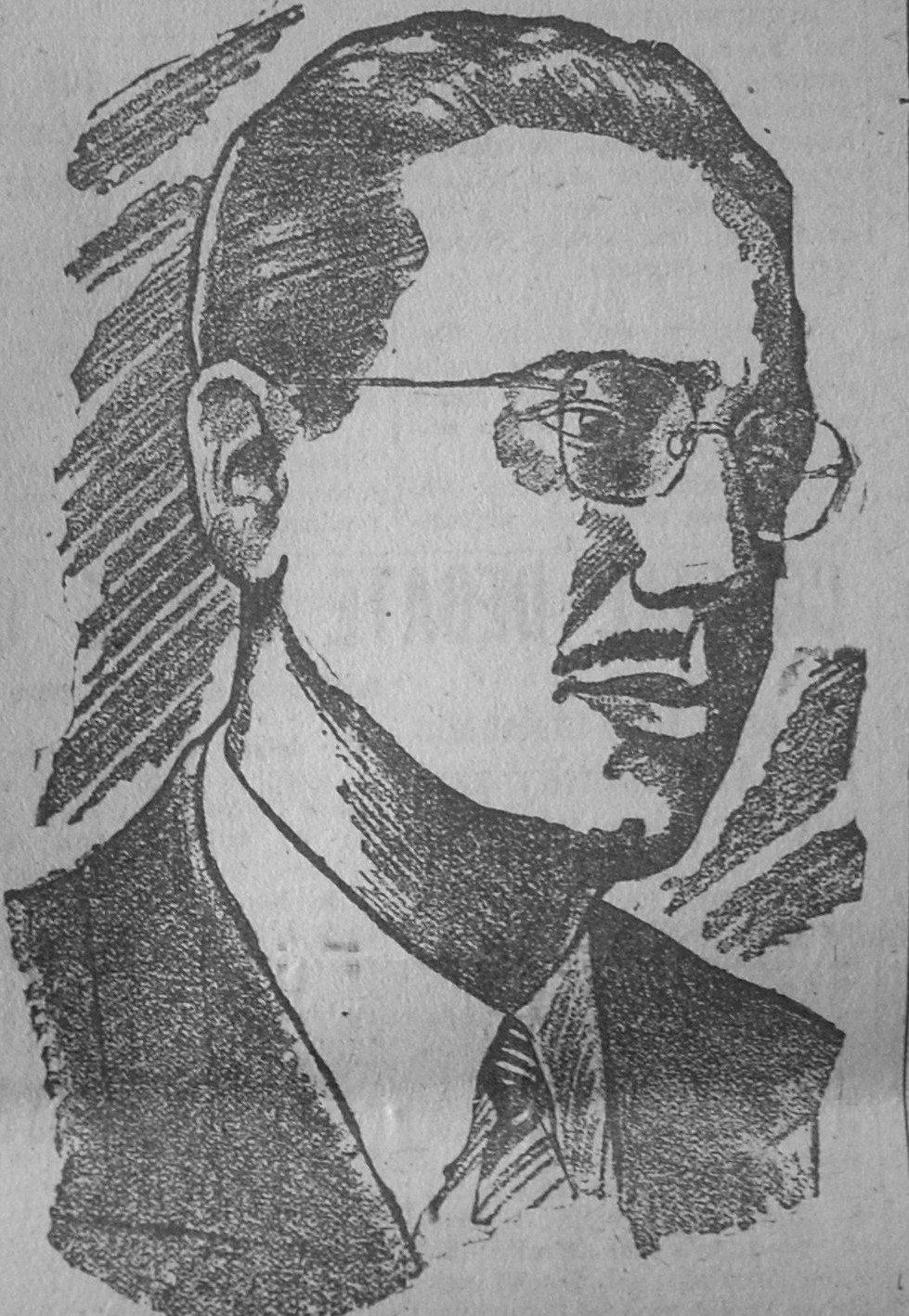
Víctor González Maertens

Víctor Emerson González Maertens (* 26. Februar 1922 in Santiago de Chile; † 9. Juli 2012 in Temuco) war ein chilenischer Abgeordneter und Minister.

## Leben
Er wurde als Sohn von Juan Bautista González del Canto und Katty Maertens Mueller geboren.
Nach dem Besuch der Deutschen Schule und der Liceo de Hombres in Temuco studierte er Rechtswissenschaften an der Universidad de Chile. 1950 wurde er Rechtsanwalt und arbeitete in Temuco und Santiago. Er hatte später leitende Funktionen in Wirtschaftsbetrieben inne, so leitete er die Aktiengesellschaft Eros und die Druckerei El Escudo und beriet die Caja de Colonización Agrícola. 
Bereits seit 1942 war er Mitglied der Partei Partido Democrático Nacional, in deren Jugend- und Studentengruppe er aktiv war und Funktionen innehatte. 1957 trat er der Partei Partido Demócrata Cristiano de Chile bei. Im gleichen Jahr wurde er in den chilenischen Nationalkongress für den Bereich 21 Temuco, Lautaro, Imperial, Pitrufquén y Villarrica gewählt. Er war Mitglied des Finanzausschusses und gehörte 1959 einer Parlamentarier-Delegation an, die in die USA reiste. 
1961 erfolgte seine Wiederwahl. Er gehörte dem Ausschuss für Verfassung, Gesetzgebung und Justiz an und arbeitete im Landwirtschaftsausschuss mit. Auf seine Initiative geht das Gesetz 14,289 zurück, das der Finanzierung eines Flugplatzes für Temuco diente. Auf Einladung des US-Außenministeriums reiste er 1962 erneut in die USA. 
Auch 1965 gelang ihm der Wiedereinzug in den Kongress für die Legislaturperiode 1965–1969 und arbeitete im Ausschuss für Arbeit und Soziales. 1968 legte er jedoch sein Mandat nieder, um am 21. Mai 1968 als Minister für Land- und Siedlungsfragen in die Regierung des Präsidenten Eduardo Frei Montalva einzutreten. Diese Funktion übte er bis zum 3. November 1970 aus. 
Für die Legislatur 1973 bis 1977 gelang ihm 1973 wieder für den Bezirk 21 der erneute Einzug in den Kongress. Er gehörte dem Ausschuss für auswärtige Angelegenheiten und lateinamerikanische Integration an. Durch den Putsch in Chile 1973 vom 11. September 1973 kam es jedoch zur Errichtung einer Diktatur unter Augusto Pinochet. Der Nationalkongress wurde am 21. September 1973 aufgelöst, womit die parlamentarische Arbeit Víctor González Maertens beendet wurde. 
Er gründete später die Immobilienfirma Víctor González Maertens Limitada und war in der Leitung der 1989 gegründeten Universidad Autónoma de Chile tätig. Außerdem war er zeitweise als chilenischer Konsul in Berlin tätig. 

## Familie
Víctor González Maertens war drei Mal verheiratet. Aus der ersten Ehe gingen drei Töchter hervor.

## Auszeichnungen
Die Stadt Temuco ernannte ihn 2008 zum Hijo Ilustre de Temuco (deutsch Berühmter Sohn Temucos).